# Nipplepeople
Nipplepeople hrvatski je duo elektronske glazbe nastao u Zagrebu 2008. godine. Nastupaju s maskama anonimno bez osobne identifikacije. Glazba ovog dvojca karakterizira se kao downtempo ili synthwave. 
Njihov debitantski singl „Broj”, objavljen je početkom 2009., s glazbenim spotom, izvedbom uživo iz MTV Adria Hitorame. Njihov singl „Sutra” objavljen je 2010. godine. Tijekom godina, Nipplepeople su nastupali na festivalima, uključujući: EXIT, Sea Star Festival i Terraneo. 
U ožujku 2017. objavili su svoju obradu hita Zdenke Kovačiček „Frka” iz 1981. Glazbu je skladao Kire Mitrev, dok je tekst adaptiran prema zbirci poezije Slavice Maras „Konstatacija jedne mačke”.
Dana 5. prosinca 2024. Nipplepeople su s pjesmom „Znak” proglašeni jednim od 24 sudionika Dore 2025., hrvatskog nacionalnog izbora za Pjesmu Eurovizije 2025.

## Yammat kompilacija
U srpnju 2010. izdana je Yammat kompilacija koja je sadržavala šest različitih izvođača iz izdavačke kuće Yammat i njihovih 16 pjesama. Nipplepeople su se predstavili singlovima „Sutra” i „Broj”, a na singlu grupe Yammat „Želim” pojavili su se s pratećim vokalima ali i neobičnom suradnjom s grupom Agramsville, u pjesmi „Sanjam”. Potonji je pobijedio na natjecanju za remix pjesme „Sutra” Kompilacija je nominirana za Porin 2011. u kategoriji „najbolji album s raznim izvođačima”